# Billete de cinco mil pesos chilenos
El billete de cinco mil pesos es parte del sistema monetario chileno y se emite desde el 10 de junio de 1981. De color predominante rojo, se convirtió en el primer billete de la serie bicentenario en empezar a circular, en el año 2009. Su diseño presenta en su anverso una imagen de la poeta Gabriela Mistral, mientras que en su reverso aparece un paisaje del parque nacional La Campana.

## Historia

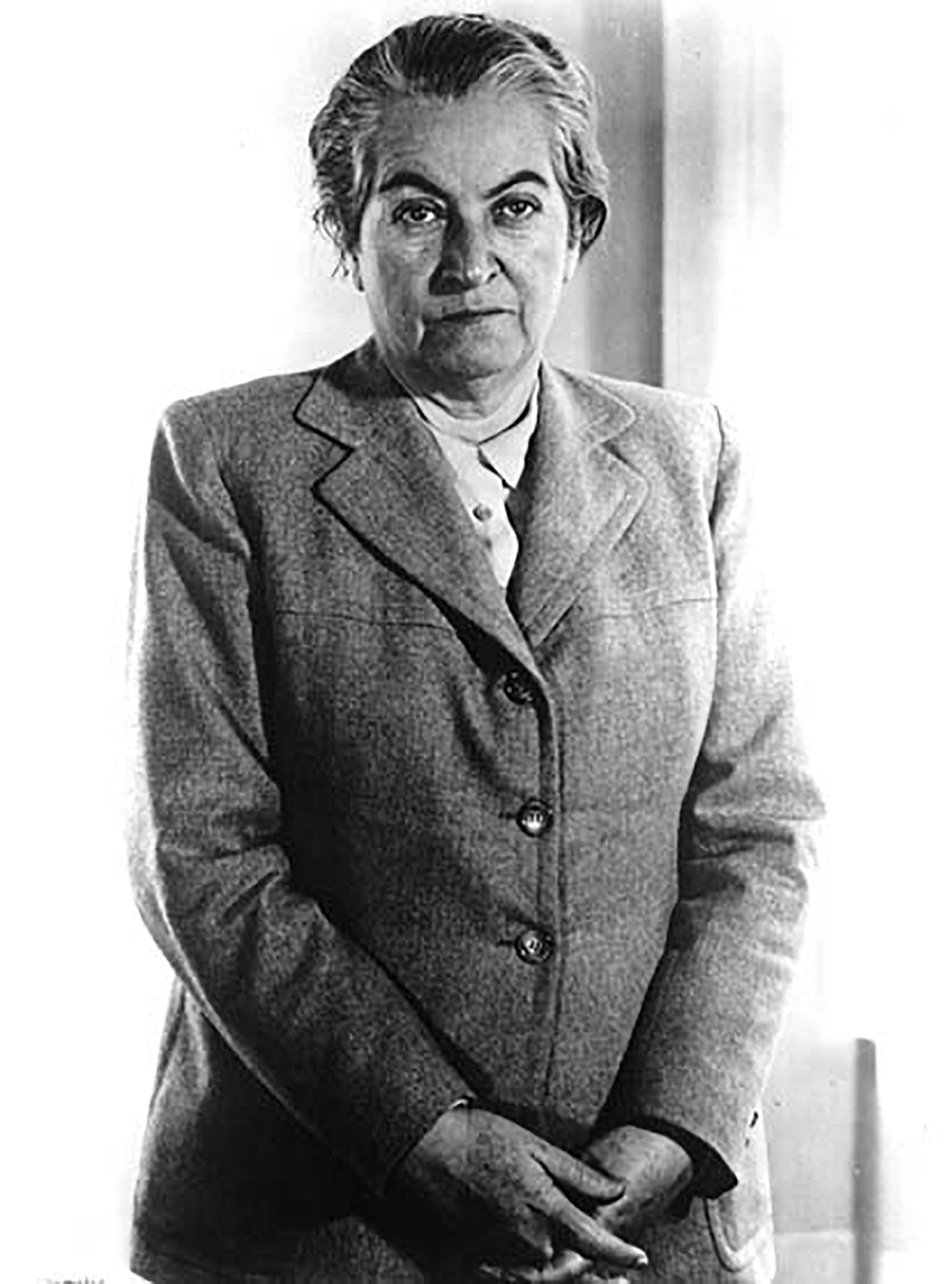
Gabriela Mistral (1889-1957). Su efigie aparece en el anverso del billete de cinco mil pesos.

### Primer diseño
El billete de cinco mil pesos fue introducido el 10 de junio de 1981, y a raíz de su incorporación se registró un fuerte aumento en el dinero circulante. Fabricado en papel algodón este billete mide 145 mm de ancho y 70 mm de alto.
En su anverso muestra una imagen de perfil de la poeta Gabriela Mistral, que obtuvo el Premio Nobel de Literatura en 1945. Hacia el centro aparece una alegoría a la maternidad.
En el reverso se aprecia la alegoría a las artes presente en la medalla de oro correspondiente al Nobel de Literatura entregado a Mistral en 1945. Esta imagen fue obra del escultor y grabador sueco Erik Lindberg.

### Serie bicentenario

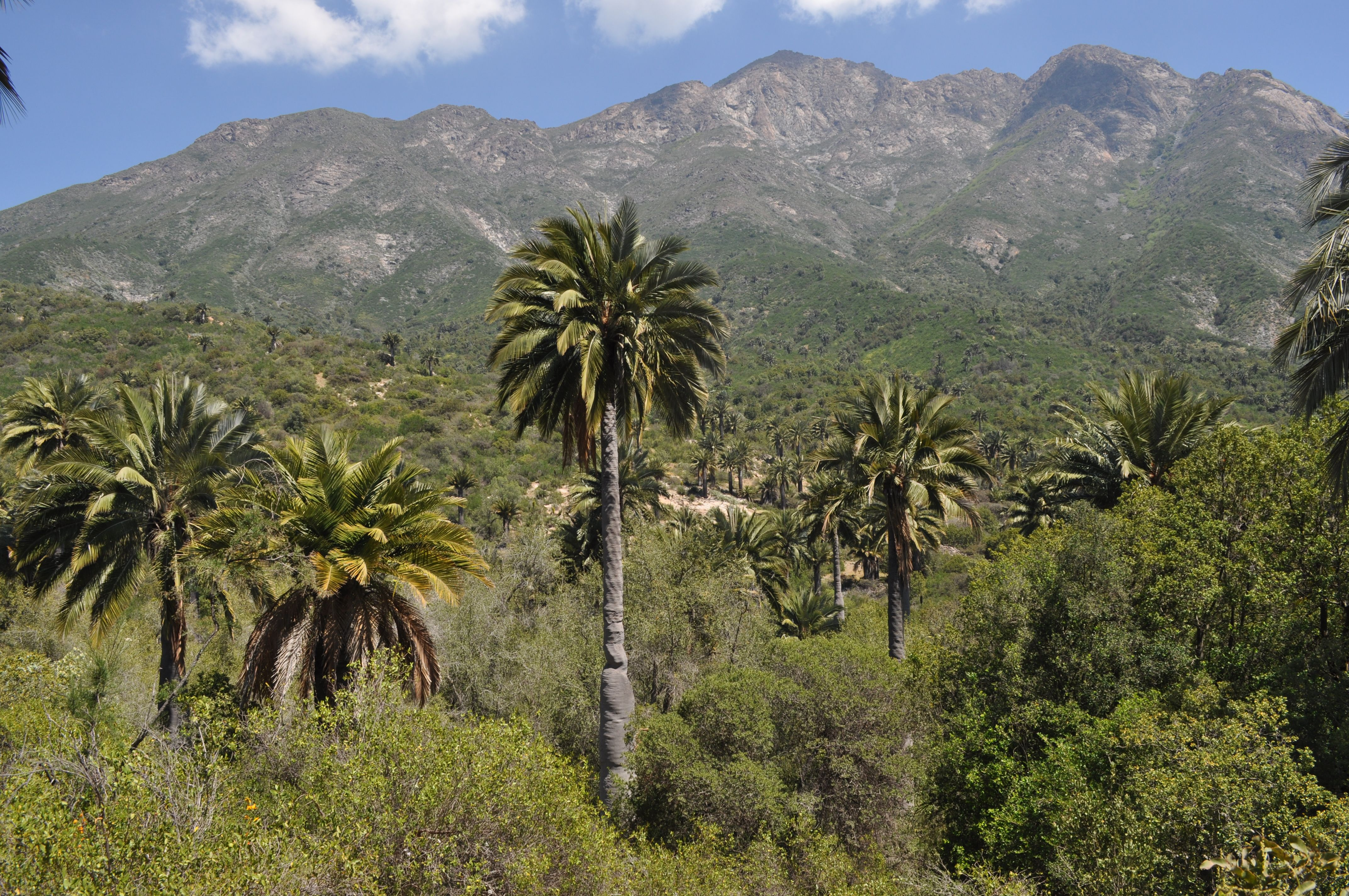
El parque nacional La Campana figura en el reverso del billete de cinco mil pesos.

Como conmemoración del bicentenario del país, el Banco Central de Chile comenzó en 2009 la producción de una nueva serie de papel moneda. El billete de cinco mil pesos fue el primero en ser presentado, el 24 de noviembre de 2009, y tiene un ancho de 134 mm y un largo de 70 mm.
Fabricado en polímero, el anverso del nuevo diseño se mantuvo al mismo personaje histórico, Gabriela Mistral, acompañada por un antú, representación mapuche del sol, y un corte transversal del corazón de un copihue, la flor nacional.
En el reverso se encuentra un paisaje del parque nacional La Campana, ubicado en la Región de Valparaíso, en conjunto con un tucúquere, ave que habita desde Tarapacá a Tierra del Fuego.